# Alphadon
Alphadon (‘primera dent’ en llatí) és un gènere de mamífers extints de la família dels alfadòntids. Aquest parent proper dels didèlfids visqué entre el Cretaci superior i l'Eocè inferior. Se n'han trobat restes fòssils al Portugal, el Canadà i diferents regions dels Estats Units. Era un animal arborícola que tenia una dieta omnívora. Devia alimentar-se d'insectes i fruita, amb un consum ocasional de petits rosegadors, sargantanes i ous d'ocells.